# American Beauty (film 1999)

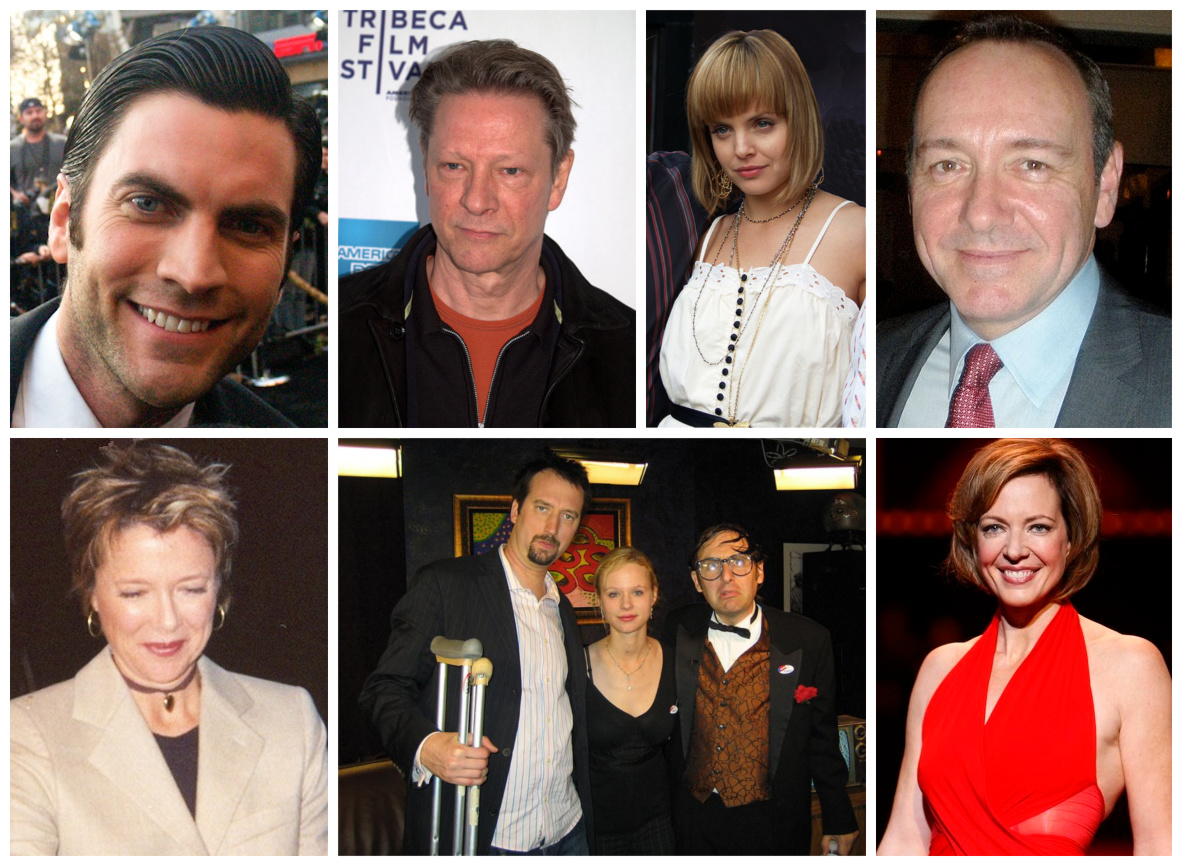
Główna obsada

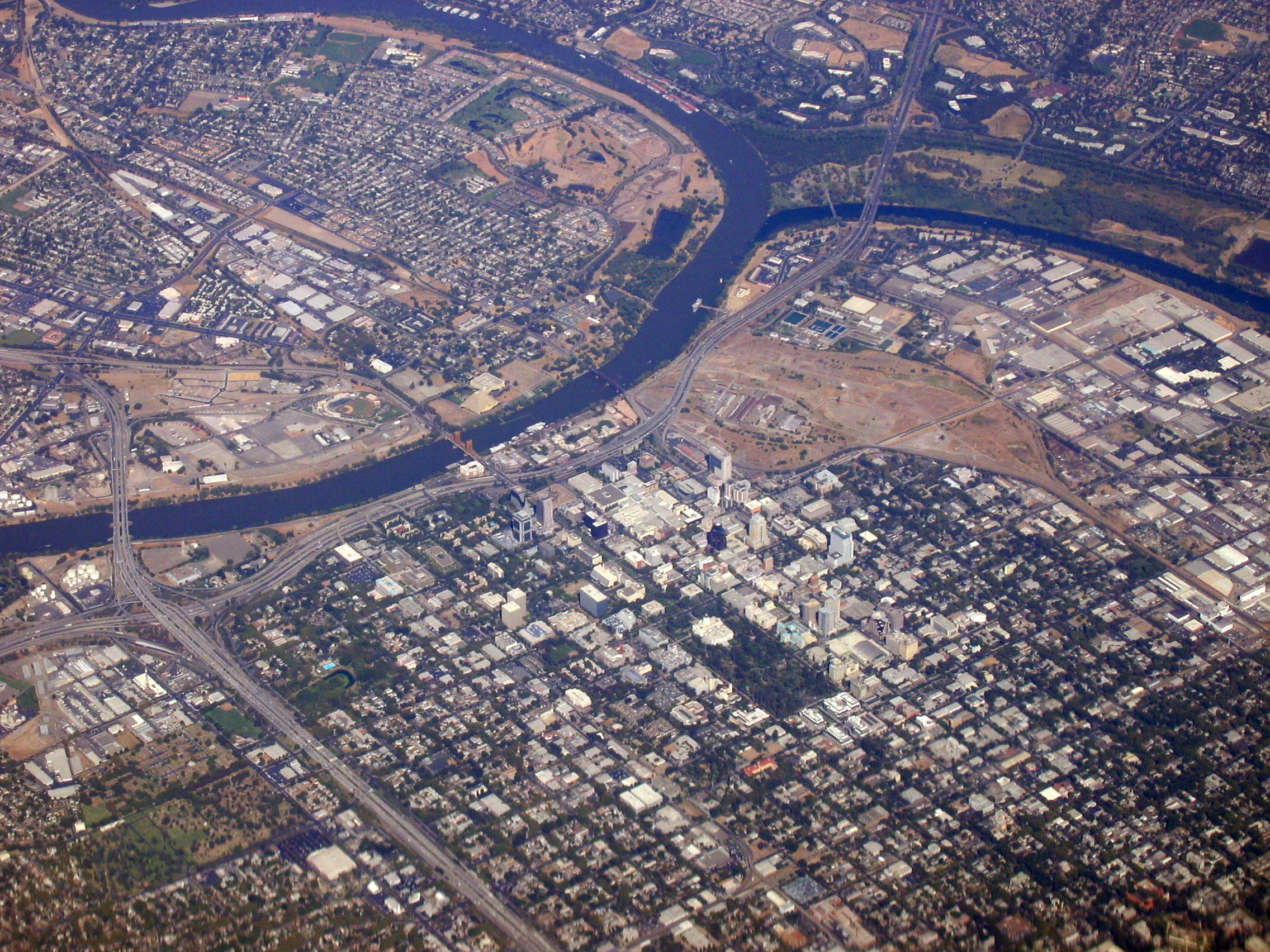
Sacramento w Kalifornii posłużyło za scenerię plenerową filmu

American Beauty – dramat obyczajowy, produkcji USA z 1999 roku, w reżyserii Sama Mendesa.

## Fabuła
Lester Burnham, pracownik agencji reklamowej, człowiek w średnim wieku, jest znudzony swoim uporządkowanym i dostatnim, ale pozbawionym wrażeń życiem. Jego żona Carolyn, opętana obsesją zawodowego sukcesu, jest irytująca, zaś córka Jane, zakompleksiona nastolatka, zamyka się przed ojcem, uznając go za życiowego nieudacznika. Pewnego dnia Lester postanawia zmienić swoje życie. Poznaje szkolną koleżankę córki, zmysłową Angelę. Burnham zaczyna dbać o swoją tężyznę, intensywnie ćwiczyć, a przy tym palić marihuanę. Porzuca również dostatnią pracę, na rzecz pracy sprzedawcy w fast foodzie. Kolejne wydarzenia w nieoczekiwany sposób prowadzą jednak do zapowiadanej od pierwszych scen śmierci bohatera.

## Obsada
- Lester Burnham – Kevin Spacey
- Carolyn Burnham – Annette Bening
- Jane Burnham – Thora Birch
- Ricky Fitts – Wes Bentley
- Angela Hayes – Mena Suvari
- Buddy Kane – Peter Gallagher
- Pułkownik Fitts – Chris Cooper
- Jim – Sam Robards
- Barbara Fitts – Allison Janney
- Jim – Scott Bakula
- Brad – Barry Del Sherman
- Sprzedwczyni – Ara Celi
- Sprzedawca – John Cho

## Ekipa
- Reżyseria – Sam Mendes
- Scenariusz – Alan Ball
- Zdjęcia – Conrad L. Hall
- Muzyka – Thomas Newman
- Piosenki – Pete Townshend
- Montaż – Tariq Anwar
- Scenografia – Naomi Shohan
- Kostiumy – Julie Weiss
- Montaż – Christopher Greenbury
- Casting – Debra Zane
- Dekoracja wnętrz – Jan K. Bergstrom
- Dyrektor artystyczny – David Lazan
- Produkcja – Bruce Cohen, Dan Jinks

## Nagrody i nominacje
Film otrzymał wiele nagród, był zdobywcą 5 Oscarów w 2000 roku.
- Nagrody Grammy 2000
  - Nagroda Jury Grammy w kategorii najlepsza muzyka – Thomas Newman
  - najlepsza muzyka filmowa – Thomas Newman
  - najlepsza muzyka – Thomas Newman
- Czeskie Lwy 2001
  - najlepszy film obcojęzyczny – Sam Mendes
- Oscary 1999
  - najlepszy aktor – Kevin Spacey
  - najlepszy reżyser – Sam Mendes
  - najlepsze zdjęcia – Conrad L. Hall
  - najlepszy scenariusz oryginalny – Alan Ball
  - najlepszy film – Dan Jinks
  - najlepsza aktorka – Annette Bening (nominacja)
  - najlepszy montaż (nominacja)
  - najlepsza muzyka – Thomas Newman (nominacja)
- Złote Globy 1999
  - najlepszy reżyser – Sam Mendes
  - Nagroda Jury w kategorii najlepszy dramat
  - Nagroda Jury w kategorii najlepszy scenariusz – Alan Ball
  - najlepszy dramat
  - najlepszy scenariusz – Alan Ball
  - najlepsza muzyka – Thomas Newman (nominacja)
  - najlepszy aktor w dramacie – Kevin Spacey (nominacja)
  - najlepsza aktorka w dramacie – Annette Bening (nominacja)
- Nagrody BAFTA 1999
  - Nagroda Jury w kategorii najlepszy aktor – Kevin Spacey
  - Nagroda Jury w kategorii najlepsza główna rola kobieca – Annette Bening
  - najlepsza muzyka filmowa – Thomas Newman
  - najlepsza muzyka – Thomas Newman
  - najlepszy film
  - najlepsze zdjęcia – Conrad L. Hall
  - najlepszy film – Dan Jinks
  - najlepszy montaż – Tariq Anwar, Christopher Greenbury
  - najlepszy scenariusz oryginalny – Alan Ball (nominacja)
  - najlepszy reżyser – Sam Mendes (nominacja)
  - najlepsza scenografia – Naomi Shohan (nominacja)
  - najlepszy aktor drugoplanowy – Wes Bentley (nominacja)
  - najlepsza aktorka drugoplanowa – Thora Birch, Mena Suvari (nominacja)
  - najlepszy dźwięk (nominacja)
- MTV Movie Awards 2000
  - najlepszy film
- FF-Toronto 1999
  - nagroda publiczności – Sam Mendes
  - najlepszy aktor – Kevin Spacey
- Amanda 2000
  - najlepszy film zagraniczny – Sam Mendes
- Nagrody AFI 2000
  - najlepszy film zagraniczny – Bruce Cohen
  - najlepszy film zagraniczny – Dan Jinks
- César
  - najlepszy film zagraniczny (nominacja)

## Odniesienia w kulturze
Parodia filmu kilkukrotnie pojawiła się w serialu Głowa rodziny (Family Guy), m.in. w 1. odcinku 21. sezonu.